# ロダン・モータースポーツ
ロダン・モータースポーツ（Rodin Motorsport、以前はカーリン・モータースポーツ、ロダン・カーリンの名称）は、イギリスのレーシングチームである。
主にフォーミュラ2、フォーミュラ3、フォーミュラ4などの多くのカテゴリに参戦している。1999年から2022年まで、F4やF3、F2、インディライツ、インディカー、ヨーロピアン・ル・マン・シリーズ、アジアン・ル・マン・シリーズで計470勝を挙げ、30以上のタイトルを獲得してきた。
2023年1月、オーストラリアの実業家、デビッド・ディッカー率いるロダン・カーズは、カーリンに対する出資により筆頭株主となった。これによりチーム名称が変更され、新たに「ロダン・カーリン」となった。
2024年1月、ロダン・カーリンはチーム名称を「ロダン・モータースポーツ」へと変更すると明らかにした。

## 概要
チームは1996年に創設され、1997年にイギリスF3選手権で活動をスタートさせたカーリンは、2000年に当時ホンダの育成ドライバーだった佐藤琢磨が加入し、過去最高位となるドライバーズランキング3位を獲得。翌2001年には琢磨とともにイギリスF3、F3マカオGP、マスターズF3を制覇し、その名が広く知れ渡ることとなった。
2010年よりGP3、2011年よりGP2に参戦。そして2018年より北米最高峰のインディカー・シリーズに参戦するも、2021年をもって撤退している。また、2019年にはOIRC Team YTBとタッグを組み、YTB by Carlinとして全日本F3選手権にも参戦していた。
在籍した日本人ドライバーは多く、先述した佐藤琢磨をはじめ、イギリスF3では2001年に星野一樹、2002年に細川慎弥、2005年-2006年に井原慶子が所属。FIA F2では2019年に松下信治、2020年に角田裕毅。FIA F3では2019年に名取鉄平が所属。2024年は宮田莉朋が加入する。
2018年から参戦したFIA F2では、2018年にセルジオ・セッテ・カマラとランド・ノリスという布陣でノリスがランキング2位とチームタイトルを獲得。2020年は角田裕毅がランキング3位に入り、翌年F1に昇格した。2022年はリアム・ローソンとローガン・サージェントの布陣で、ローソンが3位、サージェントが4位、チームランキング2位となった。